# Dysphania isolata
Dysphania isolata là một loài bướm đêm trong họ Geometridae.